# Ryōta Takeda
Pour les articles homonymes, voir Takeda.
Ryōta Takeda (武田 良太, Takeda Ryōta), né le 1er avril 1968 à Akaike, est un homme politique japonais. Membre du Parti libéral-démocrate (PLD), il est élu à la Chambre des représentants du Japon depuis 2003. 
Il exerce les fonctions de ministre des Affaires intérieures et des Communications du 16 septembre 2020 au 4 octobre 2021 dans le gouvernement de Yoshihide Suga.

## Biographie

### Jeunesse et études
Takeda naît à Akaike, faisant maintenant partie de Fukuchi, dans le district de Tagawa, dans la préfecture de Fukuoka. Son père, Rokusuke Tanaka (1923-1985), est membre de la Chambre des représentants. 
Takeda est diplômé en littérature anglaise de l'université Waseda, où il a obtenu un master. 

### Parcours politique
Takeda travaille comme assistant de Shizuka Kamei avant de se lancer lui-même en politique. 
Il tente de gagner le siège de son défunt père (4e arrondissement de Fukuoka) aux élections législatives japonaises de 1993, mais perd le scrutin. Il arrive à la troisième place du 11e district de Fukuoka aux élections législatives de 1996, puis à la deuxième place dans le même district aux élections de 2000. Il remporte finalement ce siège lors des élections de 2003. 
Takeda a ensuite été directeur par intérim de la Division de la défense nationale du PLD, directeur adjoint de la Division de l'agriculture et des forêts du parti, secrétaire parlementaire à la Défense sous les premiers ministres Yasuo Fukuda et Taro Aso, directeur de la Division des discours publics du PLD et président du Comité sur la sécurité de la Chambre des représentants.
En septembre 2019, le Premier ministre Shinzō Abe a nommé Takeda aux postes de président de la Commission nationale de sécurité publique et de ministre chargé de la réforme administrative, de la réforme de la fonction publique, du renforcement de la résilience nationale et de la gestion des catastrophes. Takeda a fait l'objet d'une motion de censure en 2019 après avoir proposé une loi qui permettrait au cabinet de prolonger le mandat des procureurs principaux, en pleine controverse sur le départ à la retraite différé du procureur principal de Tokyo Hiromu Kurokawa. 
Au sein du gouvernement Suga, il a été nommé à la tête du ministère des Affaires intérieures et des Communications en septembre 2020. L'une de ses priorités dans ce rôle est de réduire les tarifs de téléphonie mobile au Japon. 

## Opinions politiques
Takeda est affilié à l'organisation nationaliste Nippon Kaigi. Il s'est prononcé en faveur d'une loi pénalisant les discours haineux, et contre l’idée d'ouvrir l’accès au trône japonais aux femmes ainsi que contre un changement de loi permettant aux membres d'un couple de garder des noms de famille différents.